# BBQ Bildung und Berufliche Qualifizierung
Die BBQ Bildung und Berufliche Qualifizierung gGmbH ist ein gemeinnütziger Bildungsträger und verfügt über ein dezentral organisiertes Netzwerk in Baden-Württemberg, Rheinland-Pfalz und dem Saarland mit rund 700 Mitarbeitern in 60 Niederlassungen. BBQ ist ein Unternehmen der Biwe-Gruppe (Bildungswerk der Baden-Württembergischen Wirtschaft e. V.).

## Geschichte
Gegründet wurde BBQ als Bildungsverbund Berufliche Qualifikation im Jahr 1995 im Bildungswerk der Baden-Württembergischen Wirtschaft e. V. Er entstand aus dem Berufspraktischen Jahr (BPJ), das von 1984 bis 2005 in Zusammenarbeit zwischen dem Bildungswerk der Baden-Württembergischen Wirtschaft und dem Christlichen Jugenddorfwerk Deutschland e. V. (CJD) durchgeführt wurde.
In den Folgejahren wurde das Geschäftsfeld „Berufsvorbereitung“ durch verschiedene Projekte zur Ausbildung und Qualifizierung sowie der beruflichen Rehabilitation erweitert und es entstanden neue Niederlassungen. Nach und nach kamen Projekte auf europäischer Ebene, Schulprojekte und Programme zur frühkindlichen Bildung hinzu.
Im Jahr 2002 wurde BBQ nach der Norm DIN EN ISO 9001:2000 durch die Certqua zertifiziert. 2005 wurde der Bildungsverbund Berufliche Qualifikation als BBQ Berufliche Bildung gGmbH ausgegründet. Das Bildungswerk der Baden-Württembergischen Wirtschaft ist Alleingesellschafter. 2019 firmierte die BBQ Berufliche Bildung gGmbH um und wurde zur BBQ Bildung und Berufliche Qualifizierung gGmbH. Im Jahr 2021 kam noch die Tochtergesellschaft Berufliches Reha- und Kompetenzzentrum Baden-Württemberg gGmbH hinzu.

## Struktur
Mit rund 700 Mitarbeitern ist BBQ in über 60 Niederlassungen in Baden-Württemberg aktiv. Seit 2018 ist BBQ auch im Saarland und in Rheinland-Pfalz vertreten. Die Tochtergesellschaft der BBQ Bildung und Berufliche Qualifizierung gGmbH im Bildungswerk der Baden-Württembergischen Wirtschaft, Berufliches Reha- und Kompetenzzentrum Baden-Württemberg gGmbH (BKZ) in Aalen ist eine Einrichtung der ambulanten beruflichen Rehabilitation.
Das BKZ ist damit Teil des großen Unternehmensnetzwerks der Bildungswerk-Gruppe (Bildungsträger der Wirtschaft) und zeichnet sich durch hohe Vermittlungskompetenz aus. Die Maßnahmen sind von der Deutschen Rentenversicherung Bund und der Deutschen Rentenversicherung Baden-Württemberg als Leistung zur Teilhabe am Arbeitsleben anerkannt.

## Geschäftsfelder
- Familie und Frühförderung
- Wirtschaft und Schule
- Berufsvorbereitung und Ausbildung
- Berufliche Qualifizierung und Rehabilitation

## Total E-Quality
Zum vierten Mal hat BBQ das TOTAL E-QUALITY-Prädikat erhalten. Mit der Auszeichnung des Vereins TOTAL E-QUALITY Deutschland e. V. werden Organisationen aus Wirtschaft, Wissenschaft und Verwaltung ausgezeichnet, die sich in besonderer Weise für die Chancengleichheit von Frauen und Männern im Beruf einsetzen. Die Auszeichnung gilt für drei Jahre bis 2022. Das Prädikat wird mit dem Add-On Diversity verliehen.

## Qualitätsmanagement-System
Die BBQ Bildung und Berufliche Qualifizierung gGmbH zeichnet sich durch ein umfassendes Qualitätsmanagement aus. In der Prozessqualität sowie der Qualität der Dienstleistungserbringungen liegt die grundlegende Basis für den Erfolg der Weiterbildungsangebote, Bildungsmaßnahmen und personellen Dienstleistungen.
Zertifiziert durch die Certqua nach DIN EN ISO 9001: Seit vielen Jahren erfüllt BBQ kontinuierlich die Anforderungen des internationalen Standards der DIN EN ISO 9001. Durch erfolgreiche Rezertifizierungen wurde dieses jedes Mal erneut bestätigt.
AZAV Trägerzulassung: Ebenfalls erfüllt BBQ die Anforderungen der Trägerzulassung im Rahmen der Akkreditierungs- und Zulassungsverordnung – Arbeitsförderung (AZAV).
Seit Oktober 2016 ist BBQ durch das Bundesamt für Migration und Flüchtlinge als Träger für die Durchführung von Integrationskursen und Sprachkursen zugelassen.
Charta der Vielfalt
2014 hat BBQ die Charta der Vielfalt unterzeichnet. Die Charta der Vielfalt ist eine Unternehmensinitiative zur Förderung von Vielfalt in Unternehmen und Institutionen. Schirmherrin ist Bundeskanzlerin Angela Merkel. Träger der Initiative ist seit 2010 der Verein Charta der Vielfalt e. V.